# Roseto Valfortore
Roseto Valfortore is een gemeente in de Italiaanse provincie Foggia (regio Apulië) en telt 1264 inwoners (31-12-2004). De oppervlakte bedraagt 49,7 km², de bevolkingsdichtheid is 25 inwoners per km².

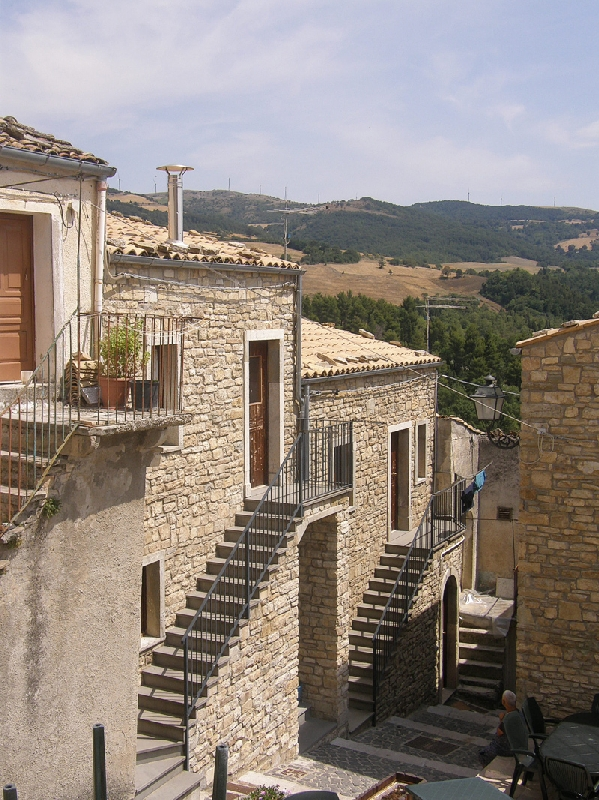
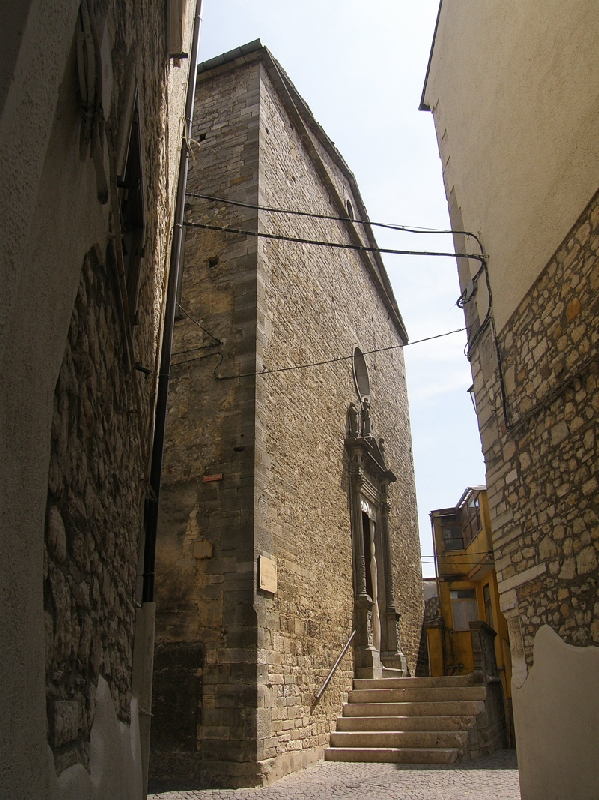

## Demografie
Roseto Valfortore telt ongeveer 584 huishoudens. Het aantal inwoners daalde in de periode 1991-2001 met 13,0% volgens cijfers uit de tienjaarlijkse volkstellingen van ISTAT.
| Jaar | Inwoneraantal |
| ---- | ------------- |
| 1991 | 1513          |
| 2001 | 1316          |

## Geografie
Roseto Valfortore grenst aan de volgende gemeenten: Alberona, Biccari, Castelfranco in Miscano (BN), Faeto, Foiano di Val Fortore (BN), Montefalcone di Val Fortore (BN), San Bartolomeo in Galdo (BN).
Accadia · Alberona · Anzano di Puglia · Apricena · Ascoli Satriano · Biccari · Bovino · Cagnano Varano · Candela · Carapelle · Carlantino · Carpino · Casalnuovo Monterotaro · Casalvecchio di Puglia · Castelluccio Valmaggiore · Castelluccio dei Sauri · Castelnuovo della Daunia · Celenza Valfortore · Celle di San Vito · Cerignola · Chieuti · Deliceto · Faeto · Foggia · Ischitella · Isole Tremiti · Lesina · Lucera · Manfredonia · Mattinata · Monte Sant'Angelo · Monteleone di Puglia · Motta Montecorvino · Ordona · Orsara di Puglia · Orta Nova · Panni · Peschici · Pietramontecorvino · Poggio Imperiale · Rignano Garganico · Rocchetta Sant'Antonio · Rodi Garganico · Roseto Valfortore · San Giovanni Rotondo · San Marco in Lamis · San Marco la Catola · San Nicandro Garganico · San Paolo di Civitate · San Severo · Sant'Agata di Puglia · Serracapriola · Stornara · Stornarella · Torremaggiore · Troia · Vico del Gargano · Vieste · Volturara Appula · Volturino · Zapponeta
1. ↑  https://demo.istat.it/?l=it.